# Heterospilus azofeifai
Heterospilus azofeifai (лат.) — вид наездников рода Heterospilus из подсемейства Doryctinae семейства бракониды (Braconidae). Встречаются в Центральной Америке: эндемик Коста-Рики.

## Описание
Мелкие перепончатокрылые насекомые, длина 4,5 мм. Голова  и мезосома жёлтые, метасомальные тергиты коричневые; скапус светло-коричневый (без коричневой латеральной продольной полоски), флагеллум коричневый. Маларное пространство чуть больше чем 0,25 от высоты глаза. 4-7 тергиты гранулированные. Яйцеклад длиннее брюшка. В переднем крыле развита радиомедиальная жилка. Передняя голень с единственным рядом коротких шипиков вдоль переднего края. На задних тазиках ног есть отчётливый антеровентральный базальный выступ, вертекс головы сбоку у глаз нерезко угловатый. Предположительно, как и другие виды рода Heterospilus, паразитируют на жуках или бабочках. Вид был впервые описан в 2013 году американским гименоптерологом Полом Маршем (Paul M. Marsh; Норт-Ньютон, Канзас, США) с группой американских коллег-энтомологов (Wild Alexander L., Whitfield James B.; Иллинойсский университет в Урбане-Шампейне, Эрбана, Иллинойс, США) и назван в честь Дж. Азофейфа (J. Azofeifa), собравшего типовую серию. От близких видов Heterospilus azofeifai отличается более длинным яйцекладом, желтоватой окраской тела и гранулированным апикальным метасомальным тергитом.